# Daviscupový tým Španělska
Daviscupový tým Španělska reprezentuje Španělsko v Davisově poháru od roku 1921. V dosavadním průběhu soutěže se španělské družstvo stalo šestkrát držitelem Davisova poháru v letech 2000, 2004, 2008, 2009, 2011 a 2019. Jako poražení finalisté Španělé odešli z utkání v letech 1965, 1967, 2003 a 2012.

## Tituly
| Ročník | Kolo/soupeř                                                      | Výsledek                            |
| ------ | ---------------------------------------------------------------- | ----------------------------------- |
| 2000   | 1.k: Itálie ČF: Rusko SF: Spojené státy F: Austrálie             | 1.k: 4–1 ČF: 4–1 SF: 5–0 F: 3–1     |
| 2004   | 1.k: Česko ČF: Nizozemsko SF: Francie F: Spojené státy           | 1.k: 3–2 ČF: 4–1 SF: 4–1 F: 3–2     |
| 2008   | 1K: Peru ČF: Německo SF: Spojené státy F: Argentina              | 1K: 5–0 ČF: 4–1 SF: 4–1 F: 3–1      |
| 2009   | 1K: Srbsko ČF: Německo SF: Izrael F: Česko                       | 1K: 4–1 ČF: 3–2 SF: 4–1 F: 5–0      |
| 2011   | 1K: Belgie ČF: Spojené státy SF: Francie F: Argentina            | 1K: 4–1 ČF: 3–1 SF: 4–1 F: 3–1      |
| 2019   | ZS: Rusko, Chorvatsko ČF: Argentina SF: Velká Británie F: Kanada | ZS: 2-1, 3-0 ČF: 2-1 SF: 2–1 F: 2-0 |

## Chronologie výsledků

### 2019–2029
| Rok  | Soutěž                            | Datum         | Místo               | Povrch    | Soupeř         | Skóre | Výsledek  |
| ---- | --------------------------------- | ------------- | ------------------- | --------- | -------------- | ----- | --------- |
| 2019 | Finálový turnaj, základní skupina | 19. listopadu | Madrid, Španělsko   | tvrdý (h) | Rusko          | 2–1   | výhra     |
| 2019 | Finálový turnaj, základní skupina | 20. listopadu | Madrid, Španělsko   | tvrdý (h) | Chorvatsko     | 3–0   | výhra     |
| 2019 | Finálový turnaj, čtvrtfinále      | 22. listopadu | Madrid, Španělsko   | tvrdý (h) | Argentina      | 2–1   | výhra     |
| 2019 | Finálový turnaj, čtvrtfinále      | 23. listopadu | Madrid, Španělsko   | tvrdý (h) | Velká Británie | 2–1   | výhra     |
| 2019 | Finálový turnaj, finále           | 24. listopadu | Madrid, Španělsko   | tvrdý (h) | Kanada         | 2–0   | vítězství |
| 2021 | Finálový turnaj, základní skupina | 26. listopadu | Madrid, Španělsko   | tvrdý (h) | Ekvádor        | 3–0   | výhra     |
| 2021 | Finálový turnaj, základní skupina | 28. listopadu | Madrid, Španělsko   | tvrdý (h) | RTF            | 1–2   | prohra    |
| 2022 | Kvalifikační kolo                 | 4.–5. března  | Marbella, Španělsko | antuka    | Rumunsko       | 2–1   | výhra     |
| 2022 | Finálový turnaj, základní skupina | 14. září      | Valencie, Španělsko | tvrdý (h) | Srbsko         | 3–0   | výhra     |
| 2022 | Finálový turnaj, základní skupina | 16. září      | Valencie, Španělsko | tvrdý (h) | Kanada         | 1–2   | prohra    |
| 2022 | Finálový turnaj, základní skupina | 18. září      | Valencie, Španělsko | tvrdý (h) | Jižní Korea    | 3–0   | výhra     |
| 2022 | Finálový turnaj, čtvrtfinále      | 23. listopadu | Málaga, Španělsko   | tvrdý (h) | Chorvatsko     | 0–2   | prohra    |
| 2023 | Finálový turnaj, základní skupina | 13. září      | Valencie, Španělsko | tvrdý (h) | Česko          | 0–3   | prohra    |
| 2023 | Finálový turnaj, základní skupina | 15. září      | Valencie, Španělsko | tvrdý (h) | Srbsko         | 0–3   | prohra    |
| 2023 | Finálový turnaj, základní skupina | 17. září      | Valencie, Španělsko | tvrdý (h) | Jižní Korea    | 2–1   | výhra     |
| 2024 | Finálový turnaj, základní skupina | 11. září      | Valencie, Španělsko | tvrdý (h) | Česko          | 3–0   | výhra     |
| 2024 | Finálový turnaj, základní skupina | 13. září      | Valencie, Španělsko | tvrdý (h) | Francie        | 2–1   | výhra     |
| 2024 | Finálový turnaj, základní skupina | 15. září      | Valencie, Španělsko | tvrdý (h) | Austrálie      |       |           |
| 2024 | Finálový turnaj, čtvrtfinále      | listopad      | Málaga, Španělsko   | tvrdý (h) |                |       |           |

## Složení týmu
| Rok  | Členové týmu                | Členové týmu          | Členové týmu            | Členové týmu         |
| ---- | --------------------------- | --------------------- | ----------------------- | -------------------- |
| 2023 | Alejandro Davidovich Fokina | Roberto Bautista Agut | Bernabé Zapata Miralles | Albert Ramos-Viñolas |
| 2023 | Marcel Granollers           | —                     | —                       | —                    |

### Související článek
- Davis Cup